# Geschichte der Republik Türkei

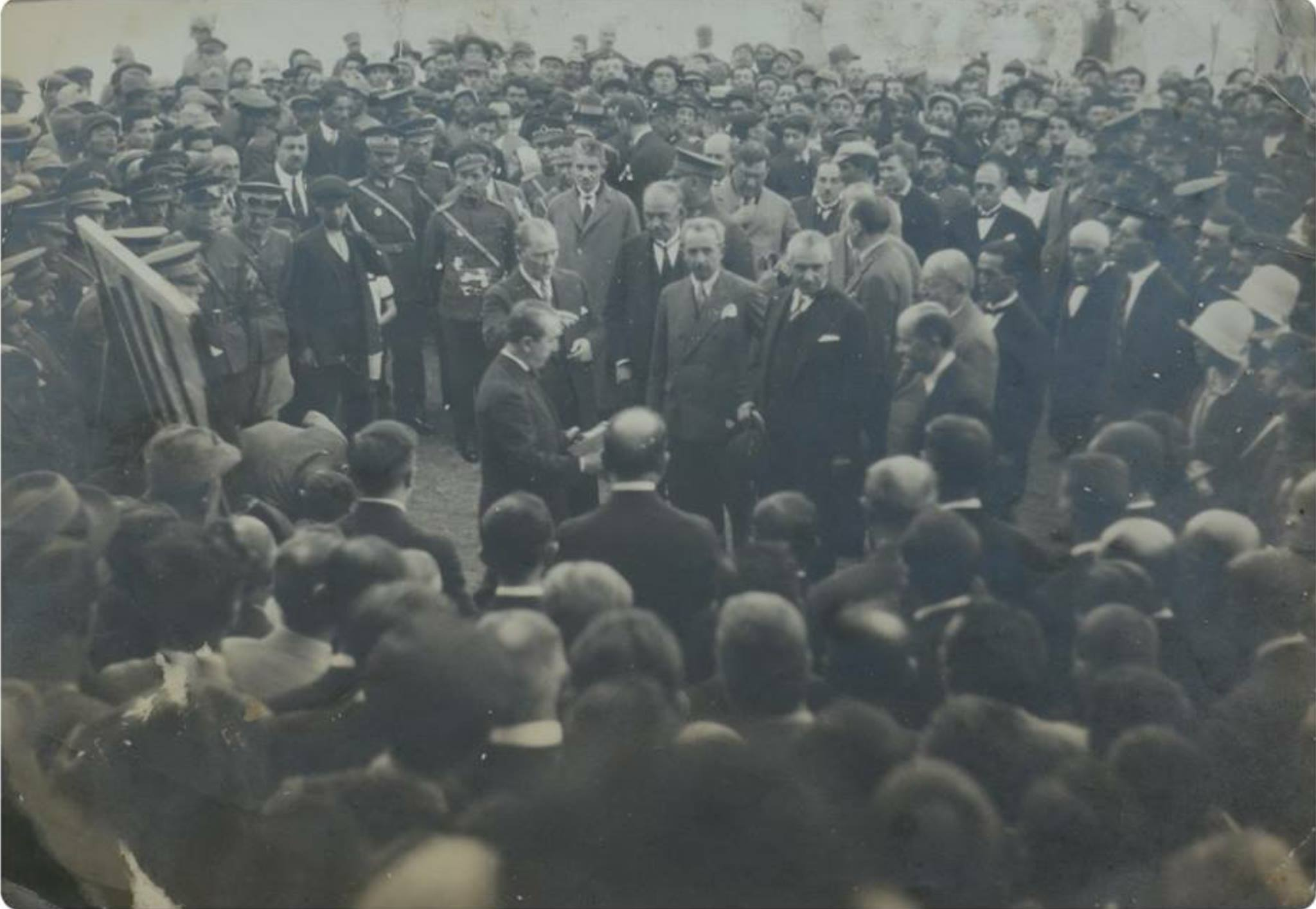
Die Menschen in Ankara begrüßen Präsident Atatürk, der aus Istanbul zurückkehrt

Die Geschichte der Republik Türkei begann am 29. Oktober 1923 mit deren Ausrufung durch Mustafa Kemal Pascha und der Verlegung der Hauptstadt von Istanbul nach Ankara. Vorausgegangen waren der faktische Zusammenbruch des Osmanischen Reiches im Ersten Weltkrieg, der türkische Befreiungskrieg und die Absetzung Sultan Mehmeds VI. Dessen Nachfolger Abdülmecid II. trug nur noch den Titel des Kalifen. Mit seiner Absetzung am 3. März 1924 war die osmanische Dynastie endgültig entmachtet.

## Reformen unter Atatürk 1923 bis 1938

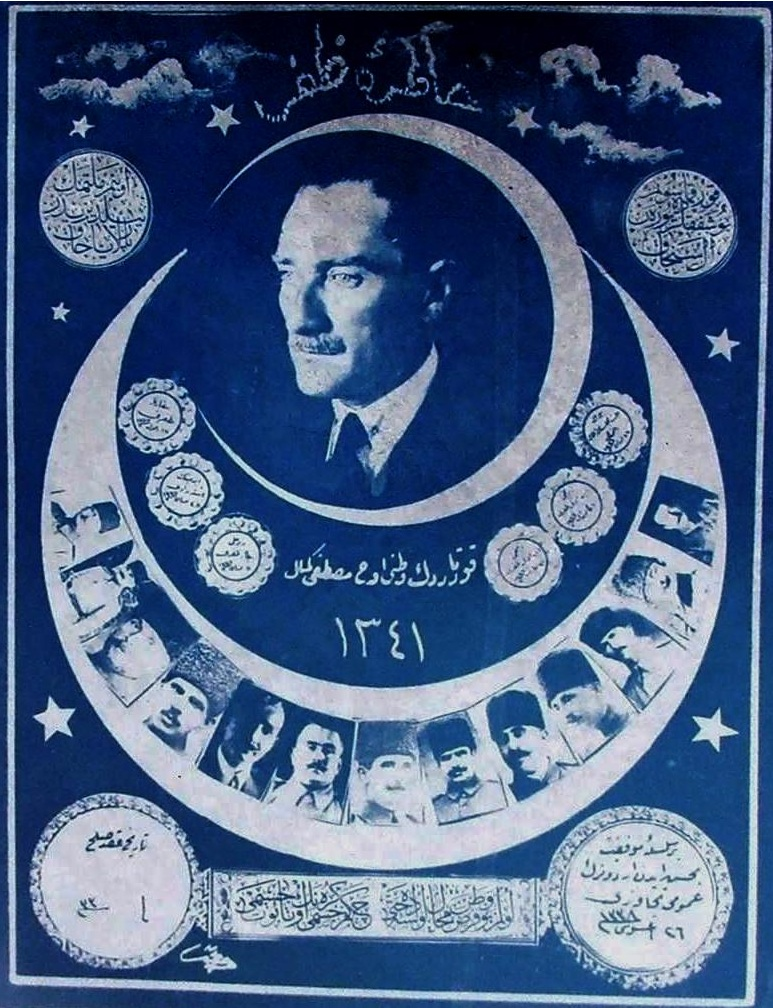
Das Hatıra-i Zafer 1925 mit Mustafa Kemal Pascha zum Gedenken an den Sieg im Türkischen Befreiungskrieg

Im Laufe seiner Amtszeit führte Mustafa Kemal Atatürk tiefgreifende Reformen im politischen und gesellschaftlichen System durch, welche die Türkei in einen modernen, säkularen und an Europa orientierten Staat verwandeln sollten. Im Jahre 1922 wurde das Sultanat abgeschafft und am 3. März 1924 das Kalifat. Am 20. April 1924 trat eine neue Verfassung in Kraft, durch die unter anderem die religiösen Gerichte abgeschafft wurden. Im Jahr 1925 wurden im Zuge einer Hutreform der Fes (vorgeschriebene und bis dahin gebräuchliche osmanische Kopfbedeckung der Männer) verboten. Später wurde der Schleier (für die Frau) verboten und die Koedukation eingeführt. Im selben Jahr wurden sowohl die islamische Zeitrechnung als auch der parallel verwendete Rumi-Kalender abgeschafft und durch den Gregorianischen Kalender ersetzt. Zudem wurde das metrische System eingeführt.
In den folgenden Jahren wurden ganze Rechtssysteme aus europäischen Ländern übernommen und den türkischen Verhältnissen angepasst. 1926 wurde zunächst das Schweizer Privatrecht mit dessen Quellen – Zivilgesetzbuch und Obligationenrecht – und damit die Einehe, das Scheidungsrecht und die Gleichstellung von Mann und Frau übernommen. Es folgten das deutsche Handelsrecht und das italienische Strafrecht. Durch Verfassungsänderungen in den Jahren 1928 und 1937 wurden Säkularisierung und Laizismus in der Verfassung verankert und 1928 die arabische Schrift durch die Lateinische ersetzt. Im Jahr 1933 begannen umfangreiche Reformen im Bereich der Universitäten, etwa die Umbildung der alten Darülfünun in die neue Universität Istanbul und eine Studienreform (Türk Dişhekimi).
Auf lokaler Ebene erhielten Frauen am 3. April 1930 das aktive und passive Wahlrecht. Die nationalen Wahlen von 1934 waren die ersten auf nationaler Ebene, an denen Frauen teilnehmen durften. Seit 1934 konnten Frauen in die Große Nationalversammlung gewählt werden. Martin nennt hierfür als Datum den 5. Dezember 1934. 1935 saßen erstmals Frauen im Parlament. Es war eine Gruppe von 18 (nach Martin: 17), von Atatürk handverlesenen Frauen. Dies entsprach 4,5 Prozent der Abgeordneten und war die höchste Zahl weiblicher Abgeordneter in Europa zur damaligen Zeit. Die Türkei war damals ein Einparteien-Staat, sodass es keinen Wettbewerb zwischen verschiedenen Parteien bei der Wahl gab.
Die Grundlage Atatürks Handelns wurde nach seinem Tod als Ideologie des Kemalismus zusammengefasst, der auf sechs Prinzipien basiert: türkischer Nationalismus, Laizismus, Republikanismus, Etatismus, Revolutionismus und Populismus.
Die Reformen wurden von traditionalistischen Kräften nicht ohne Widerstand hingenommen. So kam es am 13. Februar 1925 zu einem Aufstand der kurdischen Minderheit unter Scheich Said. Sie bildete eine Mischung aus kurdischem Nationalismus und einem Widerstand der Geistlichen gegen die Säkularisierung der Türkei. Der Aufstand wurde wie andere Aufstände durch das Militär gewaltsam niedergeschlagen.
Atatürks Reformen haben einen tiefgreifenden sozialen, kulturellen und wirtschaftlichen Wandel erreicht, der das Land bis heute prägt. Gleichwohl hatte er Elemente des Osmanischen Reiches beibehalten, wie z. B. die autoritäre Staatsführung durch die Vorherrschaft des Militärs und der Beamtenschaft.
Nach dem Tode Atatürks im Jahre 1938 wurde sein Weggefährte İsmet İnönü Staatspräsident. İnönü war bestrebt, die Modernisierung der Türkei fortzuführen und die außenpolitische Neutralität beizubehalten. Der zwischen Syrien und der Türkei umstrittene Küstenabschnitt Sandschak Alexandrette wurde 1938 übergangsweise zur Republik Hatay, die Mandatsmächte Frankreich und Vereinigtes Königreich stimmten 1939 einem Anschluss an die Türkei zu, um sich im heraufziehenden Konflikt mit Deutschland der Neutralität der Türkei zu versichern.

## Westbindung in den 1940er und 1950er Jahren

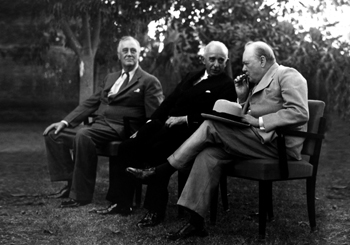
US-Präsident Franklin Roosevelt, der türkische Präsident İsmet İnönü (Wegbegleiter und Nachfolger Atatürks) und der britische Premier Winston Churchill

Nach dem Beginn des Zweiten Weltkrieges bewahrte die Türkei zunächst ihre außenpolitische Neutralität. Am 18. Juni 1941 wurde ein deutsch-türkischer Freundschaftsvertrag unterzeichnet, der einen wechselseitigen Angriffsverzicht festlegte. Am 1. August 1944 brach die Türkei die diplomatischen Beziehungen zum Deutschen Reich ab und erklärte am 23. Februar 1945 Deutschland und Japan symbolisch den Krieg, um anschließend die UN-Charta mit zu unterschreiben.
Staatspräsident İsmet İnönü leitete am 19. Mai 1945 das Ende des Einparteiensystems ein. Celâl Bayar und andere Mitstreiter traten aus der Republikanischen Volkspartei (CHP) aus und gründeten 1946 die Demokratische Partei (DP). Bei den Wahlen 1946 war die DP noch wenig erfolgreich, gewann jedoch die Wahlen am 14. Mai 1950 mit überwältigender Mehrheit (408 von 487 Abgeordneten).
Celâl Bayar wurde Staatspräsident und Adnan Menderes übernahm das Amt des Ministerpräsidenten. Kreise im Militär, die sich durch diese Entwicklung bedroht fühlten, boten dem nun zum Oppositionsführer „degradierten“ İsmet İnönü an, gegen die neue Regierung zu putschen. İnönü lehnte das Angebot ab.
Den Sieg hatte die DP vor allem der ländlichen Bevölkerung zu verdanken. Diese fühlte sich von der CHP vernachlässigt. Entscheidend war auch das Versprechen, dass der Islam wieder eine größere Rolle im öffentlichen Leben spielen sollte. Das stellte einen Bruch mit dem bis dahin praktizierten Laizismus dar.
Nach dem Kriegsende gab die Türkei ihre außenpolitische Neutralität auf und wurde im Jahre 1952 gemeinsam mit Griechenland Mitglied in der NATO. Diese Entscheidung wurde einerseits durch die Gebietsansprüche der Sowjetunion und andererseits durch die Teilnahme der Türkei auf amerikanischer Seite am Korea-Krieg von 1950 begünstigt.
Die DP unter ihrem Ministerpräsidenten Adnan Menderes führte zwischen 1950 und 1960 eine stärkere wirtschaftliche Liberalisierung durch. Menderes trieb in dieser Zeit die Industrialisierung voran. Seine Wirtschaftspolitik hatte zur Folge, dass Auslandsschulden und Inflation anstiegen.
Trotz raschen wirtschaftlichen Wachstums nahmen die sozialen Spannungen in der Türkei nun stärker zu als zuvor. Die Wahlen 1954 gewann die DP erneut souverän. 1957 war der Wahlausgang sehr knapp. Zunehmend ging die DP dazu über, die oppositionelle CHP politisch zu unterdrücken.
1955 fand das von der Regierung Menderes inszenierte türkische Pogrom gegen orthodoxe Christen statt, in dessen Folge schwerste Menschenrechtsverletzungen und nie bezifferter Schaden entstand. 72 Kirchen und mehr als 30 christliche Schulen wurden allein in Istanbul zerstört, Friedhöfe wurden verwüstet.
1960 proklamierte Adnan Menderes ein Ermächtigungsgesetz, um den wachsenden politischen Widerstand auszuschalten. Er setzte auch den Oberbefehlshaber Cemal Gürsel ab. Daraus resultierte der Militärputsch von 1960.
Menderes und andere Politiker wurden unter Korruptions-Vorwurf bei den Yassıada-Prozessen zum Tode verurteilt und am 17. September 1961 auf İmralı gehängt. Nachdem das Militär 1961 eine neue Verfassung eingeführt hatte, gab es die Macht an eine Zivilregierung unter İsmet İnönü ab. Die neue Verfassung beinhaltete Regelungen, die die Unterdrückung der Opposition verhindern sollten. In diesem Zeitraum wurde auch das Anwerbeabkommen mit der Bundesrepublik Deutschland geschlossen, welches die Grundlage für die türkische Diaspora in Deutschland bildet.

## Phase der Instabilität von 1962 bis 1980
Die politische Situation in der Türkei in dieser Zeit war gekennzeichnet von einer Demokratisierung, aber auch von stark wechselnden Mehrheiten, Neuwahlen, Partei-Neugründungen beziehungsweise -Umbenennungen und dem Einfluss des Militärs.
Nach dem Putsch von 1960 wurde İsmet İnönü erneut Ministerpräsident und regierte von 1961 bis 1965. 1963 schloss die Türkei mit der damaligen EWG ein Assoziationsabkommen ab, das sogenannte Ankara-Abkommen. Als Nachfolgepartei der nun verbotenen DP wurde die „Gerechtigkeitspartei“ AP (Adalet Partisi) gegründet.
Bei der Wahl am 10. Oktober 1965 schaffte die kommunistische „Arbeiterpartei der Türkei“ TİP (Türkiye İşçi Partisi) den Sprung in das Parlament. Sie gehörte damals zu den wenigen Parteien, die öffentlich die Kurdenproblematik ansprachen. Süleyman Demirel und seine AP erhielten 1965 52,9 % der Stimmen. Gegen Ende der 1960er nahmen linke und rechte Terror-Aktivitäten zu und die Wirtschaftslage verschlechterte sich rapide. Die als faschistoid geltende Partei der Nationalistischen Bewegung (MHP) trat mit ihrer Organisation Graue Wölfe hervor.
Am 12. März 1971 griff das Militär erneut ein, allerdings ohne zu putschen. Es forderte Reformen und die Bekämpfung der Terrorakte. Demirel trat als Ministerpräsident zurück und das Land wurde vom 22. Mai 1972 bis zum 26. Januar 1974 von parteilosen Ministerpräsidenten und Technokratenregierungen gelenkt. Veränderungen an der Verfassung von 1961 wurden zu repressiven Maßnahmen gegen die Bevölkerung genutzt.

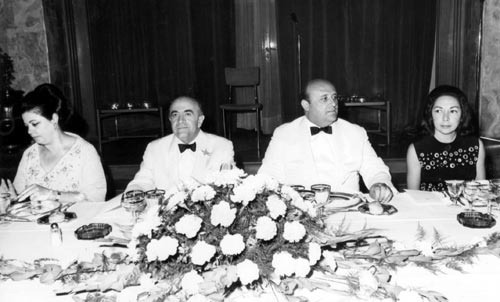
Süleyman Demirel mit Amir Abbas Hoveyda ca. 1970

Am 14. Oktober 1973 wurde die Nationalversammlung neu gewählt, die CHP unter Bülent Ecevit erhielt die meisten Stimmen (33,3 %). Mit der Nationalen Heilspartei (MSP) unter Necmettin Erbakan gelang erstmals einer islamistischen Partei der Einzug in die Nationalversammlung und in die Regierungsverantwortung. Am 20. Juli 1974 besetzten türkische Truppen den Nordteil der Insel Zypern (Zypernkrise).
Die Koalition zwischen CHP und MSP hielt bis November 1974.
Am 5. Februar 1975 verhängten die Vereinigten Staaten ein Waffenembargo gegen das NATO-Mitglied Türkei; die Türkei schloss daraufhin die US-Stützpunkte.
Am 1. Mai 1977 kam es zum Taksim-Massaker.
Im Jahre 1978 entstand im Zuge der Unterdrückung der Kurden die „Arbeiterpartei Kurdistans“ (Partiya Karkerên Kurdistan, PKK).
Das Bild der Türkei war Ende der 1970er geprägt durch rasche Regierungswechsel (Liste hier), politische Instabilität, ungelöste wirtschaftliche und soziale Probleme, Inflation, Streiks und Terrorakte links- und rechtsextremer Gruppen. Bei teils bürgerkriegsähnlichen Straßenkämpfen starben Tausende Menschen.

## Zunehmender Autoritarismus 1980 bis 1990
In dieser Situation putschte sich das Militär am 12. September 1980 zum dritten Mal an die Macht. Putschistenführer General Kenan Evren verhängte über das Land das Kriegsrecht und verbot alle politischen Parteien. Das Militär versuchte die Gesellschaft der Türkei durch „Säuberungsaktionen“ in staatlichen Institutionen zu entpolitisieren. Zehntausende Menschen waren davon betroffen.
Daneben ging die Junta gegen kurdische Separatisten und linke Oppositionelle vor. Am 7. November 1982 wurde die von den Militärs vorgelegte neue Verfassung in einem Volksentscheid angenommen. Kenan Evren wurde 1982 zum Staatspräsidenten gewählt.
Bald entstanden die meisten alten Parteien mit neuem Namen wieder. Nach der Aufhebung des Politikverbotes kehrten auch die meisten alten Parteiführer an die Parteispitzen zurück. Auf die CHP folgte die Partei der Sozialdemokratie (Sosyal Demokrasi Partisi, SODEP), Ecevit gründete die Partei der Demokratischen Linken (DSP, Demokrat Sol Parti), und Demirel gründete die Partei des Rechten Weges (DYP/Doğru Yol Partisi), die sich mit der Mutterlandspartei (ANAP) unter der Leitung von Turgut Özal die Klientel der früheren Gerechtigkeitspartei, Technokraten, Konservative und auch islamische Kreise, teilte.
Nach der Stichwahl zum Parlament im November 1983 gewann die konservative ANAP die Wahl. Als Ministerpräsident leitete Özal in seiner Regierungszeit marktwirtschaftliche Reformen ein, welche die Wirtschaft des Landes, die Industrialisierung und die Exporte in den 1980er Jahren stark ankurbelten. Von dem Wachstum profitierten allerdings nicht alle Bevölkerungsschichten gleichermaßen. Die wirtschaftliche Öffnung wurde auch auf Kosten hoher Inflationsraten erkauft.
Außer wirtschaftlichen Reformen führte Turgut Özal auch wichtige Reformen zur Demokratisierung des Landes durch. So wurde außer in einigen kurdischen Provinzen 1984 bis 1986 das Kriegsrecht schrittweise aufgehoben, 1983 das Verbot der kurdischen Sprache außer Kraft gesetzt. 1991 wurden Paragraphen aus dem Gesetzestext entfernt, die den kommunistischen und islamistischen Parteien das politische Handeln verboten. Unter Özal wurden die Mediengesetze des Landes liberalisiert und private Fernsehsender zugelassen. Zugleich wurde durch die restriktiven neuen Antiterrorgesetze die freie Meinungsäußerung beschnitten. Auch war es Özal, der letztendlich am 14. April 1987 in Brüssel offiziell um Aufnahme in die Europäische Gemeinschaft (EG) ersucht hatte, die damals abgelehnt wurde.

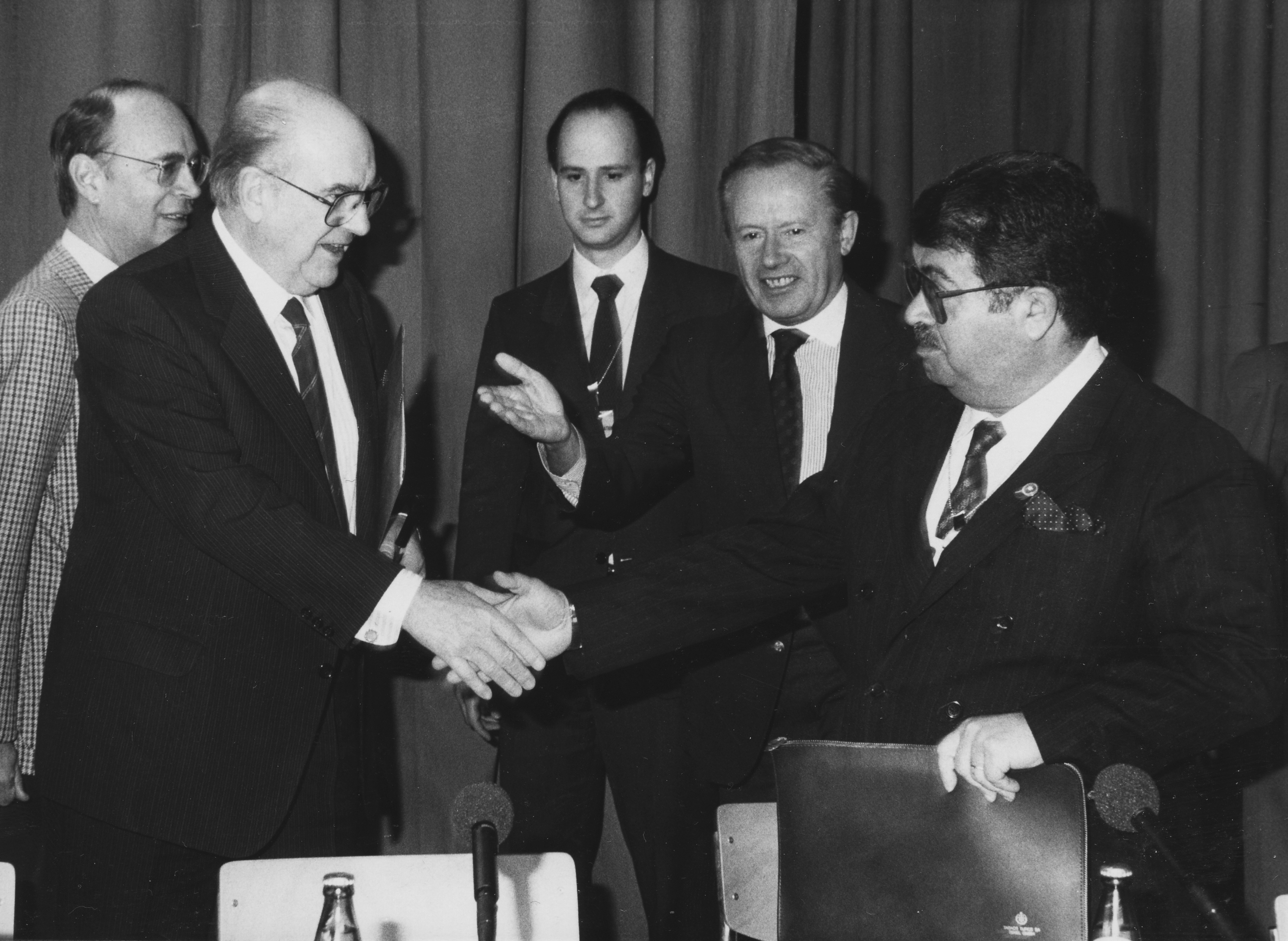
Turgut Özal mit Andreas Papandreou in 1986

Auch die Wahlen am 29. November 1987 gewann Özal mit seiner ANAP. Nachdem Turgut Özal am 1. Oktober 1989 zum Staatspräsidenten gewählt wurde, wurde Yıldırım Akbulut Regierungschef.
Jahrzehntelang hatte die Türkei gegenüber den Kurden eine Assimilierungspolitik betrieben. Offiziell wurden kulturelle und ethnische Unterschiede zwischen Kurden und Türken geleugnet und die Kurden als „Bergtürken“ bezeichnet. Aufgrund staatlicher Restriktionen konnte die kurdische Kultur nicht frei ausgelebt werden. Die kurdische Sprache durfte weder an den Schulen gelehrt noch zwischen den Schülern gesprochen werden. Auch die Benutzung der kurdischen Sprache auf Ämtern und jegliche Art von Medien in kurdischer Sprache waren verboten.
1984 begann die PKK ihren bewaffneten Kampf für ein unabhängiges Kurdistan. Bis 1999 sollten bei diesem Krieg zwischen dem türkischen Militär und den PKK-Kämpfern 30.000 Menschen ums Leben kommen.

## Instabilität 1990 bis zum Ende des 20.Jahrhunderts
Die 1990er Jahre waren in der Türkei wieder durch wechselnde politische Mehrheiten und einige Regierungswechsel gekennzeichnet.
Im Zweiten Golfkrieg 1990 stellte sich die Türkei auf die Seite der USA und ihrer Alliierten und damit gegen den Irak. Als Saddam Husseins Truppen gegen die kurdische Bevölkerung vorgingen, errichtete die Türkei auf ihrem Staatsgebiet eine Sicherheitszone und bot so Hunderttausenden irakischer Kurden Schutz.
Nachfolger von Akbulut an der Spitze der ANAP wurde 1991 Mesut Yılmaz. Nach dem plötzlichen Tod Özals wurde Demirel am 16. Mai 1993 zum Staatspräsidenten gewählt. Als Ministerpräsident folgte ihm Tansu Çiller als Parteichefin der DYP. Sie führte auch die Regierungskoalition mit der Sozialdemokratischen Partei des Volkes (Sosyaldemokrat Halkçı Parti, SHP) weiter.

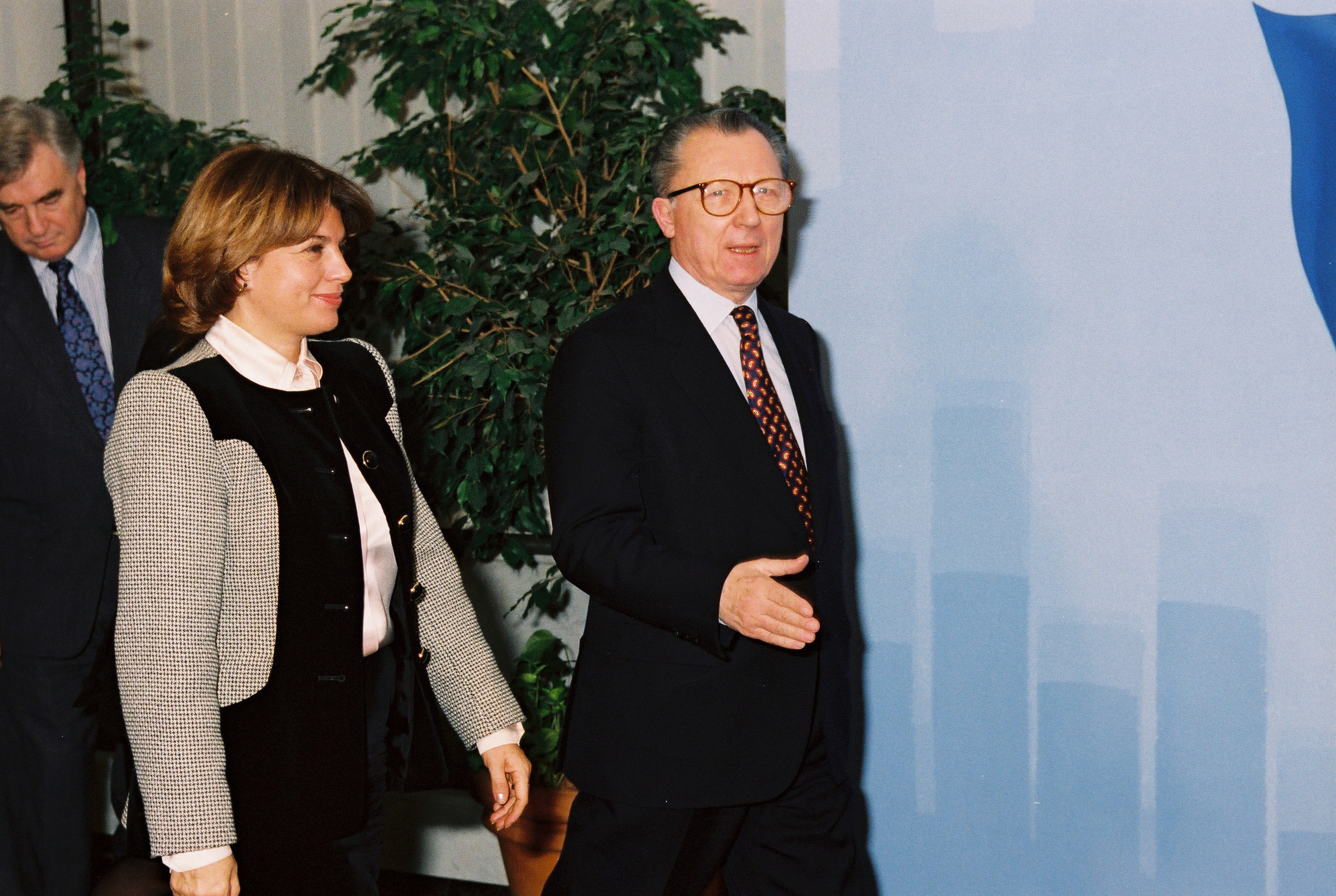
Tansu Çiller mit Jacques Delors in 1994

Özal hatte als Staatspräsident noch versucht, das Kurdenproblem politisch zu lösen. Der Staat und die PKK näherten sich unter seiner Regentschaft an. Während Tansu Çiller Ministerpräsidentin war eskalierte der Konflikt wieder.
Bis 1994 wurden durch das Militär ca. 2000 Dörfer im Südosten der Türkei gewaltsam geräumt. Durch diese Maßnahmen wollte die Regierung Unterstützungsbasen der PKK zerstören. Die PKK ging brutal gegen Dörfer vor, die mit dem türkischen Militär zusammenarbeiteten, und verübte Anschläge, bei denen viele Soldaten und Zivilisten umkamen. Auf der Seite des Staates kämpften auch so genannte Dorfschützer. Diese waren „loyale“ Dorfbewohner, die durch den türkischen Staat mit Waffen und Geld unterstützt wurden.
Bei den Kommunalwahlen am 28. März 1994 erreichten die Islamisten von der Wohlfahrtspartei RP (Refah Partisi) unter Necmettin Erbakan 18,75 % und wurden hinter der DYP und ANAP die drittstärkste politische Kraft. Die RP stellte in Istanbul und Ankara den Bürgermeister.
Im Februar 1995 schloss sich die SHP mit der 1992 wiedergegründeten CHP zur neuen CHP zusammen. Nachdem Deniz Baykal die Parteiführung übernommen hatte, kündigte er am 12. September 1995 die Koalition mit der DYP. Daraufhin setzte Tansu Çiller Neuwahlen an. Aus den Parlamentswahlen am 24. Dezember 1995 ging zum ersten Mal in der türkischen Geschichte eine islamistische Partei, die Wohlfahrtspartei (RP), mit 21,38 % als stärkste politische Kraft hervor.
Am 1. Januar 1996 trat die Zollunion zwischen der Türkei und der Europäischen Union (EU) in Kraft, am 6. Oktober 1999 befürwortete das Europäische Parlament prinzipiell eine Kandidatur der Türkei als Mitgliedstaat der Europäischen Union. Außenpolitisch spielte der Konflikt mit Griechenland um die unbewohnte Insel Imia eine Rolle.
Da die RP keinen Koalitionspartner fand, erhielt die zweitstärkste Kraft, die DYP, den Auftrag die Regierung zu bilden. Die DYP ging mit der ANAP eine Koalition ein, die allerdings auf die Unterstützung durch andere Parteien angewiesen war.
Mesut Yılmaz kündigte am 6. Juni 1996 die Koalition auf. Zuvor unterlag er einem Misstrauensvotum und musste zurücktreten. Daraufhin bekam die RP am 28. Juni 1996 unter Necmettin Erbakan den Auftrag, die Regierung zu bilden. Die RP ging mit der DYP eine Koalition ein.
Am 3. November 1996 erschütterte ein Autounfall in Susurluk das Land. Dabei starben Abdullah Çatlı, ein durch Interpol gesuchter Terrorist mit rechtsradikalem Hintergrund, die Geliebte eines ermordeten Mafiabosses (Gonca Us) und der Chef der Istanbuler Polizei (Hüseyin Kocadağ); der einzige Überlebende war ein DYP-Abgeordneter. Kocadağ war neben seiner Tätigkeit als Abgeordneter auch Oberhaupt eines bekannten kurdischen Clans. Nach dem Unfall wurde gemutmaßt, Teile des Staates hätten sich mit der Unterwelt verbündet. Gemeinsam seien sie für zahlreiche Morde an kurdischen Oppositionellen und liberalen Journalisten verantwortlich gewesen. Der Fall wurde nie aufgeklärt.
Erbakans Politik stand in Widerspruch zu der von Atatürk begründeten laizistischen Staatsdoktrin, als deren Stützen sich vor allem die Militärs sahen. Im Nationalen Sicherheitsrat forderten die Generäle von Erbakan ein entschiedenes Vorgehen gegen islamistische Tendenzen. Am 28. Februar 1997 zwangen sie der Regierung einen entsprechenden Forderungskatalog auf, der unter anderem eine Verlängerung der Pflichtschulzeit auf acht Jahre umfasste. Am 30. Juni 1997 musste Erbakan zurücktreten, weil er diese Politik nicht umsetzen wollte. Dieser Prozess der schleichenden Entmachtung der Regierung Erbakan durch das Militär ohne Waffengewalt wird als „postmoderner“, „sanfter“ oder „stiller“ Putsch bezeichnet. Am 16. Januar 1998 wurde die RP vom Verfassungsgericht verboten und Erbakan mit Politikverbot belegt; an ihre Stelle trat die Tugendpartei FP (Fazilet Partisi).
Nach einer kurzen Regierungsphase (Juni 1997 – November 1998) von Mesut Yılmaz wurde ihm wegen Korruptionsverdacht das Misstrauen ausgesprochen.
Im August 1996 beendete das Parlament den Ausnahmezustand in den Kurdenprovinzen, erteilte der Armeeführung jedoch erweiterte Vollmachten bezüglich militärischer Einsätze, Verhaftungen und Zensur in allen Provinzen des Landes. Ein Waffenstillstandsangebot der PKK lehnte die türkische Armeeführung im Januar 1997 ab; am 14. Mai 1997 drangen türkische Verbände bis zu 200 km in die Autonome Region Kurdistan im Nordirak ein.
1999 erklärte die PKK einen Waffenstillstand, als ihr Führer Abdullah Öcalan von Kenia in die Türkei verschleppt wurde. Der Waffenstillstand hielt bis 2004.
Am 17. August 1999 verwüstete ein schweres Erdbeben İzmit und die Marmararegion. Es legte mit Istanbul auch die größte Wirtschaftsregion der Türkei lahm. Rund 20.000 Menschen starben, fast 50.000 wurden verletzt.
Am 11. Januar 1999 wurde Bülent Ecevit Regierungschef einer Minderheitsregierung. Aus der Parlamentswahl vom 18. April 1999 ging Ecevits DSP als stärkste Fraktion hervor. Zweitstärkste Kraft wurde die MHP, drittstärkste die FP, die ehemaligen Volksparteien ANAP und DYP waren nun viert- und fünftstärkste Partei. Ecevit gründete am 9. Juni 1999 eine Koalitionsregierung mit der MHP und der ANAP. Im August 1999 hob die Regierung Ecevit das Politikverbot gegen Erbakan auf, um die Zustimmung seiner Fraktion zu einer Verfassungsreform zu erhalten.

## 21. Jahrhundert

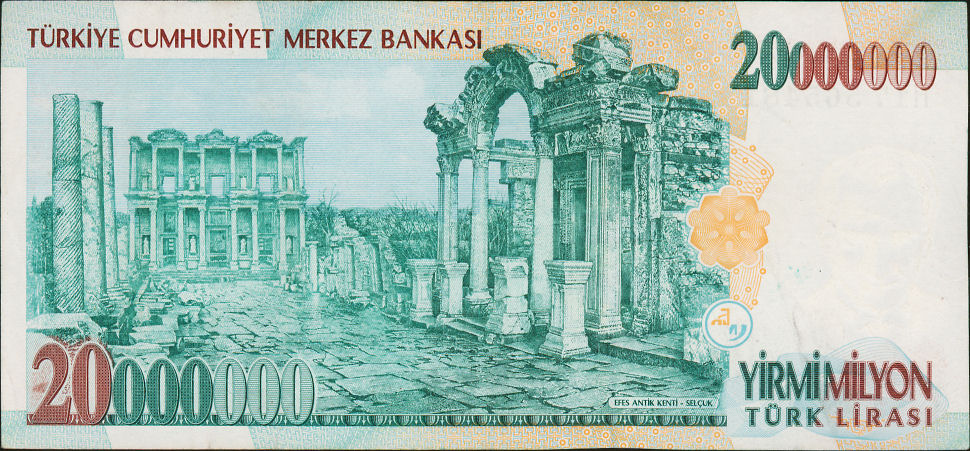
Die Rückseite von 20.000.000 türkischen Lira 2001 bis 2006

Als Nachfolger von Demirel wurde 2000 Ahmet Necdet Sezer als Staatspräsident gewählt. Mitte 2000 wurden bei Wirtschaftsprüfungen bei mehreren Banken massive Manipulationen wie Steuerhinterziehung und Veruntreuung entdeckt, was zu einem Börsencrash führte. Die eingeleitete staatliche Kontrolle der Banken konnte die Kapitalflucht nicht bremsen.
Es gab Querelen zwischen Staatspräsident und Ministerpräsident über Maßnahmen zur Bekämpfung der Korruption; im Frühjahr 2001 sank der Außenwert der türkischen Lira erneut. Massenproteste und polizeiliche Repressionen folgten. Während der Wirtschaftskrise von 2001 sank das Bruttosozialprodukt zeitweise um fast 10 %. Der Staat konnte nur durch Kredite des IWF zahlungsfähig gehalten werden.
Zur Unterstützung der Wirtschaftspolitik holte Ecevit Kemal Derviş als Wirtschaftsminister in sein Kabinett. Derviş führte wichtige Reformen im Bankensektor durch und ging gegen die Korruption vor. Die Koalitionsregierung führte Reformen durch, die die Menschen- und Bürgerrechte in der Türkei stärkten. Vor allem die Verfassungsänderungen Oktober 2001 und August 2002 bildeten die Grundlage für Beitrittsverhandlungen mit der Europäischen Union. Daneben wurden die Renten- und Krankenversicherung reformiert und eine Arbeitslosenversicherung eingeführt. Gesetzesänderungen erleichterten die Privatisierung von Staatsunternehmen.
Am 3. August 2002 wurde Abdullah Öcalan von einem Staatssicherheitsgericht zum Tode verurteilt. Die Strafe wurde zwei Monate später in lebenslange Haft umgewandelt.
Der gesundheitlich angeschlagene Ecevit (1999–2001) musste für den 3. November 2002 Neuwahlen ansetzen. Dabei übersprangen nur die AKP (34,4 %) und die CHP (19,4 %) die Zehnprozenthürde; alle Parteien der ehemaligen Koalitionsregierung scheiterten an ihr. Ministerpräsident wurde zunächst Abdullah Gül. Der Führer der AKP Recep Tayyip Erdoğan durfte dieses Amt nicht übernehmen, da er 1998 wegen der „öffentlichen Äußerung islamistischer Parolen“ verurteilt worden war. Erst nach Änderung von Gesetzen konnte er durch eine Nachwahl am 9. März 2003 in der Provinz Siirt am 11. März 2003 das Amt des Ministerpräsidenten übernehmen.

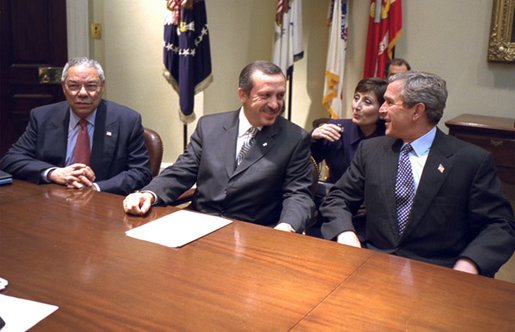
Recep Tayyip Erdoğan mit George W. Bush in 2002

Die von der AKP geführte Regierung setzte die unter der Regierung Ecevit begonnenen umfassenden Reformen im Zivilrecht, die Menschen- und Freiheitsrechte stärkten (z. B. Versammlungs- und Demonstrationsrecht) fort. Unter anderem wurden die Todesstrafe abgeschafft, Folter verboten und die kulturellen Freiheiten der kurdischen Minderheit gestärkt. Der Gebrauch der kurdischen Sprache, Kurdischunterricht und kurdische Radio- und Fernsehkanäle wurden erlaubt. Die Regulationsbehörde für Fernseh- und Radiosender (RTÜK) erteilte am 18. August 2004 drei Privatsendern im Südosten der Türkei die Lizenz, auf Kurdisch zu senden. Auch der staatliche Sender TRT 3 strahlt Sendungen in Arabisch, Bosnisch, Kurmandschi, Zazaisch und so weiter aus. Trotz dieser politischen Erfolge gibt es weiterhin Menschenrechtsverstöße (namentlich Folter und Beschneidung demokratischer Rechte) in der Türkei.
Im Irakkrieg verweigerte die Türkei den USA und ihren Verbündeten im Jahre 2003 die Nutzung ihrer Militärbasen. Vorangegangen waren Bestrebungen der türkischen Armee, bei einer Invasion in den kurdischen Teil des Iraks einzumarschieren, was international auf Ablehnung gestoßen war. Nach der Verhaftung türkischer Einheiten im Nord-Irak durch US-amerikanische Truppen kam es zur sogenannten Sackaffäre.
Im November 2003 verübte al-Qaida, vermutlich unter Mithilfe der „Front der Kämpfer für den Islamischen Großen Osten“, mehrere Bombenanschläge in Istanbul. Ziele der Anschläge, bei denen 61 Menschen starben, waren zwei Synagogen, das britische Konsulat und eine Filiale der britischen HSBC-Bank. Im März 2004 verübte al-Qaida unter dem Namen al-Quds in Istanbul einen neuen Bombenanschlag auf ein Logengebäude der türkischen Freimaurer. Bei dem Anschlag starben drei Menschen.
Am 17. Dezember 2004 entschieden die Staats- und Regierungschefs der EU in Brüssel, ab dem 3. Oktober 2005 mit der Türkei Verhandlungen über einen EU-Beitritt aufzunehmen.
Am 10. August 2005 traf sich Erdoğan in Ankara mit türkischen und kurdischen Intellektuellen, die ein Ende des Konfliktes von beiden Seiten – Staat und Kurden – forderten. Am 12. August 2005 verkündete er bei einem Besuch in Diyarbakır, die Probleme im Osten seien ein spezifisch „kurdisches Problem“ (Kürt Sorunu) und er wolle diesem Problem mit mehr Demokratie begegnen. Zum ersten Mal wurde damit der spezifisch kurdische Charakter des Konfliktes im Osten der Türkei anerkannt. Am 10. November 2005 wurde in Şemdinli in der Provinz Hakkâri ein Sprengstoff-Anschlag auf einen ehemaligen Kader der PKK verübt. Der Anschlag wurde durch einen PKK-Überläufer durchgeführt, der dabei von Mitgliedern des militärischen Nachrichtendienstes unterstützt wurde.
Nachdem die Kandidatur Abdullah Güls bei den Präsidentenwahlen im April/Mai 2007 eine innenpolitische Krise ausgelöst hatte, wurde eine Neuwahl des Parlaments ausgerufen. Bei der folgenden Wahl konnte die AKP ihre Mehrheit verteidigen und Gül wurde im August 2007 zum 11. Staatspräsidenten gewählt.
Im EU-Jahresbericht 2012 hieß es zur Lage in der Türkei: „In Hinsicht auf die Grundrechte gibt es keinerlei Fortschritt. Die zunehmende Verletzung der Meinungsfreiheit gibt Grund zur Sorge, und auch die Freiheit der Medien ist in der Praxis weiter beschränkt worden“. Auch beanstandet der EU-Bericht den Schutz gewalttätiger Polizisten und den Missbrauch von Gesetzen durch Gerichte in Sachen Terrorismus, so wie organisierter Kriminalität. Derweil war ein deutliches Wirtschaftswachstum zu verzeichnen, angetrieben vor allem von großen Infrastrukturprojekten der Regierung. Verfassungsreferenden in den Jahren 2007 und 2011 stärkten die Rechte von Frauen, Kindern und Menschen mit Behinderung. Von 2008 an wurde das Kopftuchverbot an Universitäten und in öffentlichen Einrichtungen Schrittweise gelockert. Dies fügte sich ein in einen von der Regierung vorangetriebenen Bedeutungsgewinn der muslimischen Religion, abzulesen auch am Wachstum von Personal, Budget und Aufgaben der Religionsbehörde Diyanet İşleri Başkanlığı.
2013 begannen Proteste gegen die türkische Regierung. Diese wurden von der Regierung gewaltsam niedergeschlagen. Amnesty International dokumentierte Polizeigewalt, sowie sexuelle Übergriffe von Polizisten auf Demonstrantinnen. Ende 2013 und Anfang 2014 kam es zu einem großen Korruptionsskandal in der Türkei. 2014 wurde Recep Tayyip Erdoğan erstmals zum Präsidenten gewählt.
Am 15. Juli 2016 kam es zu einem Putschversuch von Teilen des Militärs, in dessen Verlauf rund 250 Menschen starben. Dieser konnte innerhalb weniger Stunden niedergeschlagen werden. In den folgenden Tagen nutzte Präsident Erdoğan die aufgewühlte Stimmung zu einem offenbar bereits vorbereiteten Gegenputsch in dessen Zuge mehr als 15.000 Personen verhaftet und mehr als 70.000 Personen aus dem Staatsapparat (Richter, Staatsanwälte, Gouverneur, Polizisten) und der akademischen Welt (Lehrer und Dozenten) entlassen wurden. Die Verfolgung und Verhaftung AKP-kritischer und unabhängiger Journalisten wurde weiter verstärkt. Darüber hinaus wurden 15 Universitäten, 35 Krankenhäuser, 104 Stiftungen, 1125 NGOs und 19 Gewerkschaften geschlossen oder verboten. Allen wird vorgeworfen in Verbindung mit dem islamischen Prediger und Erdogans ehemaligem Weggefährten Fethullah Gülen zu stehen. Erdogan selber spricht von „Säuberungen“ und fordert, die Todesstrafe (auch rückwirkend) einzuführen, um die „Putschisten“ nicht „jahrelang durchfüttern“ zu müssen.
Im Februar 2023 kam es zu einem verheerenden Erdbeben im Grenzgebiet zu Syrien mit mehr als 60.000 Toten.